# Caradrina iberica
Caradrina iberica là một loài bướm đêm trong họ Noctuidae.